# Simpsoni film
Simpsoni film je američki animirani film zasnovan na televizijskoj seriji Simpsoni. Film je premijerno prikazan u SAD-u 21. srpnja 2007. u Springfieldu, država Vermont. U Hrvatskoj je film distribuiran pod nazivom Simpsoni film.

## Radnja
Radnja filma počinje koncertom rock benda Green Day. Koncert završava tragično, kad zagađenje iz jezera Springfield uništi njihovu pozornicu. Na komemoraciji, djeda Simpson dobije viziju o strašnim stvarima koje će se dogoditi u Springfieldu te Marge tu viziju shvati ozbiljno.
U međuvremenu Homer izaziva Barta da prođe kroz grad gol, što on i učini. Lisa upoznaje Irca Colina s kojim pokuša nagovoriti ostale građane da očiste jezero. Homer za to vrijeme "posvaja" prase kojeg naziva Spider Pig. Bart se povjerava Flandersu jer ga Homer zapostavlja.
Homer namjerno baca silos pun svinjskog otpada u jezero što izaziva ekološku katastrofu pa predsjednik Arnold Schwarzenegger po nagovoru direktora EPA (Environmental Protection Agency - Agencija za zaštitu okoliša), donosi odluku da se cijeli grad stavi u karantenu (pod kupolu) i time spriječi proširenje zagađenja na cijelu zemlju.
Otkrivši da je Homer kriv za njihovu izolaciju i nestašice, građani Springfielda izbacuju Simpsone koji spas nalaze na Aljaski, bježeći od policije. Russ Cargill tada donosi odluku provedbe plana za uništenje Springfielda, što Simpsoni doznaju i vrate se spasiti grad, osim Homera koji tvrdoglav ostaje na Aljaski. Kasnije kreće u potragu za svojom obitelji, koju je pronašla policija i vratila u grad. Homer doživljava prosvjetljenje koje mu pomaže u potrazi, ali ipak uspije da sve pokvari tako što uništava uže kojim su se građani Springfielda penjali i ostavlja bombu na zemlji. Homer na motoru zajedno s Bartom odnese bombu i baci je kroz otvor na kupoli koja se nakon eksplozije razbije i oslobodi građane Springfielda. Homer stiže natrag u grad gdje mu Marge oprosti za sve i poljubi ga.

## Uloge
| Praznina | Ime                               | Hrvatska inačica   |
| -------- | --------------------------------- | ------------------ |
|          | Homer Simpson                     | Sven Medvešek      |
|          | Bart Simpson                      | Jadranka Krajina   |
|          | Marge Simpson                     | Mirela Brekalo     |
|          | Lisa Simpson                      | Vanja Ćirić        |
|          | Russ Cargill                      | Pero Juričić       |
|          | Ned Flanders                      | Dražen Čuček       |
|          | Medicinska žena                   | Ksenija Marinković |
|          | Moe Skyslak                       | Dražen Bratulić    |
|          | Šef policije Clancy Wiggum        | Dražen Bratulić    |
|          | Abraham Jay Simpson               | Dražen Bratulić    |
|          | Krusty Klaun                      | Dražen Bratulić    |
|          | Carl Carlson                      | Dražen Bratulić    |
|          | Charles Montgomery Burns          | Dražen Bratulić    |
|          | Gradonačelnik Diamond Joe Quimby  | Luka Peroš         |
|          | Lou                               | Luka Peroš         |
|          | Apu Nahasapeemapetilon            | Luka Peroš         |
|          | Kent Brockman                     | Luka Peroš         |
|          | Časnik Timothy Lovejoy            | Luka Peroš         |
|          | Čovjek-bumbar                     | Luka Peroš         |
|          | Lubanja                           | Luka Peroš         |
|          | Muški radnik AZO-a                | Luka Peroš         |
|          | Ravnatelj Seymour Skinner         | Luka Peroš         |
|          | Radnik AZS-a                      | Luka Peroš         |
|          | Časnik                            | Luka Peroš         |
|          | Čuvar                             | Luka Peroš         |
|          | Tip iz stripa/Jeff Albertson      | Ozren Grabarić     |
|          | Cletus Spuckler                   | Ozren Grabarić     |
|          | Nelson Muntz                      | Ozren Grabarić     |
|          | Škrabav                           | Ozren Grabarić     |
|          | Čovjek u panici                   | Ozren Grabarić     |
|          | Profesor Frink                    | Ozren Grabarić     |
|          | Tip iz stripa/Jeff Albertson      | Ozren Grabarić     |
|          | Karnevalski glasnik               | Ozren Grabarić     |
|          | Dr. Julius Hibbert                | Ozren Grabarić     |
|          | Tinejdžer sa škripavim glasom     | Ozren Grabarić     |
|          | Mike Dirnt                        | Ozren Grabarić     |
|          | Otto Mann                         | Ozren Grabarić     |
|          | Predsjednik Arnold Schwarzenegger | Stjepan Perić      |
|          | Hans Moleman                      | Damir Markovina    |
|          | Smithers                          | Amar Bukvić        |
|          | Doktor Niko                       | Elvis Bošnjak      |
|          | Tom Hanks                         | Maro Martinović    |
|          | Kapetan McCallister               | Živko Anočić       |
|          | Tre Cool                          | Živko Anočić       |
|          | Barney Gumble                     | Živko Anočić       |
|          | Čuvar Willie                      | Živko Anočić       |
|          | Colin                             | Vesna Ravenšćak    |
|          | Lenny Leonard                     | Sven Šestak        |
|          | Službenik AZO-a                   | Sven Šestak        |
|          | Putnik AZO-a                      | Sven Šestak        |
|          | Millhouse Van Houten              | Zrinka Antičević   |
|          | Martin Prince                     | Zrinka Antičević   |
|          | Žena na telefonu                  | Zrinka Antičević   |
|          | Djevojčica na telefonu            | Zrinka Antičević   |
|          | Pripovjedač                       | Toni Ostojić       |
|          | Kupolaška reklama                 | Toni Ostojić       |
|          | Čovjek s naplatnim kućama         | Toni Ostojić       |
|          | Pomoćnik Djeda Mraza              | Toni Ostojić       |
|          | Billie Joe Armstrong              | Denin Serdarević   |
|          | Debeli Tony                       | Denin Serdarević   |
|          | Dječak na telefonu                | Denin Serdarević   |
|          | Vozač AZO-a                       | Denin Serdarević   |

Ostali glasovi:
- Petra Vukelić
- Nina Kaić

- Sinkronizacija: Livada Produkcija
- Prijevod dijaloga: Milovan Milosavljević
- Redateljica dijaloga: Aida Bukvić